# Komödienhaus (Berlin)

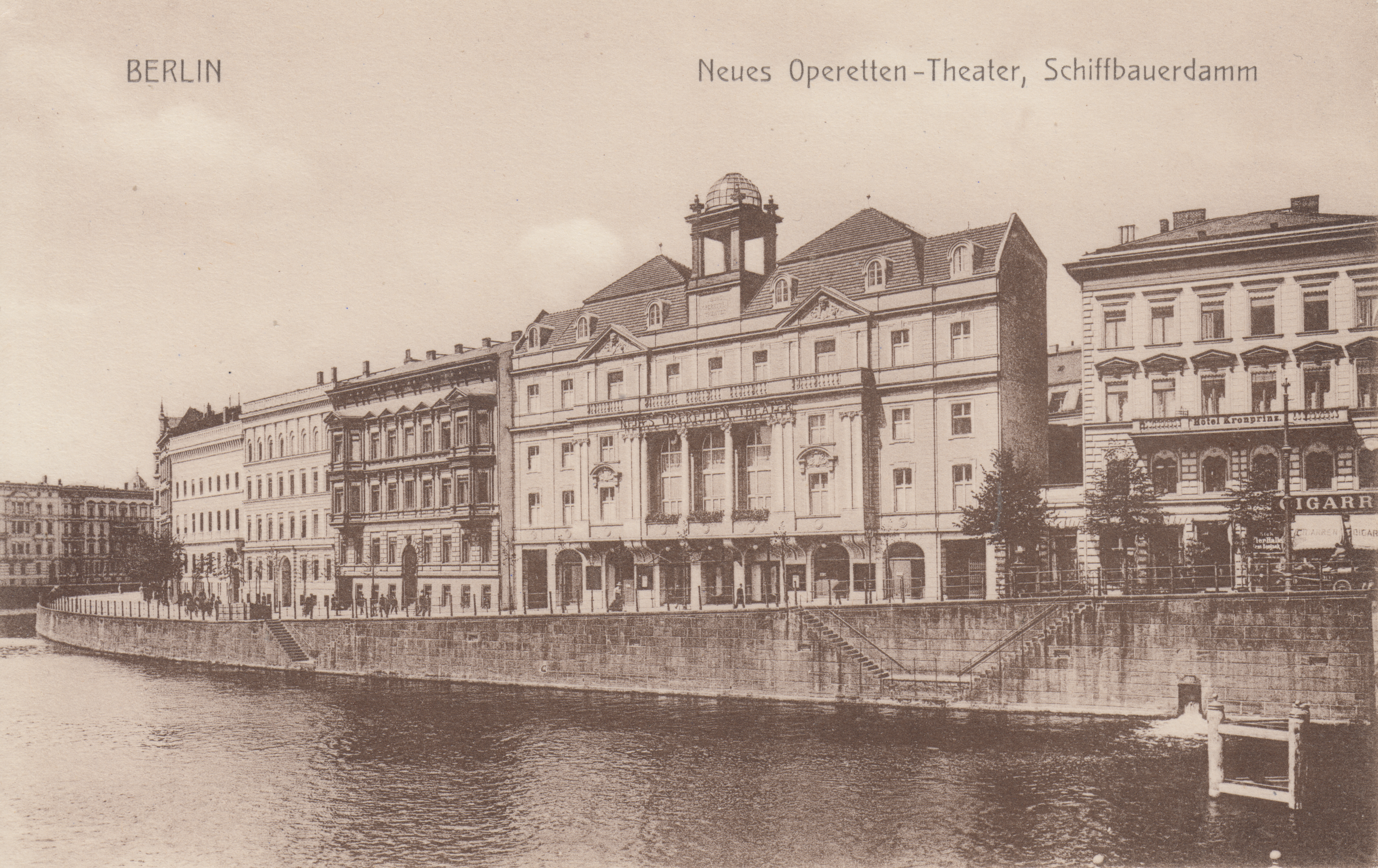
Neues Operetten-Theater, Ansichtskarte

Das Komödienhaus in Berlin-Mitte am Schiffbauerdamm 25 war ein Veranstaltungsgebäude für Berliner und Touristen. Das Kulturhaus entstand um 1907/1908 und wurde am 6. März 1908 als Neues Operetten-Theater eröffnet. Luftangriffe der Alliierten auf Berlin zerstörten im November 1943 das Haus. Der Magistrat von Berlin ließ die Ruine nach dem Ende des Zweiten Weltkriegs enttrümmern.

## Beschreibung und Geschichte
Das Kulturunternehmen war eine GmbH am Schiffbauerdamm 25 und wurde in einem Neubau eröffnet. Leicht war es wegen der Namensähnlichkeit (Neues Theater unter Alfred Schmidtgen) in enger Nachbarschaft (Schiffbauerdamm 4–6) zu verwechseln. (Aus letzterem entstand zunächst das Theater am Schiffbauerdamm und aus diesem ging 1949 das Berliner Ensemble (Brecht-Theater) hervor.)
Das Gebäude mit seiner Schauseite zur Spree gerichtet, war vier Etagen hoch und hatte ein ausgebautes Dachgeschoss. In der Mitte der Fassade erstreckte sich ein über die zweite und dritte Etage reichender breiter Balkon, der mit Säulen geschmückt war. Darüber verlief in der vierten Etage das Schriftband mit dem Namen des Theaters. Ebenfalls in Gebäudemitte, aber auf dem Dach, hatte der Architekt eine offene Laterne mit kleiner Rundkuppel errichtet.

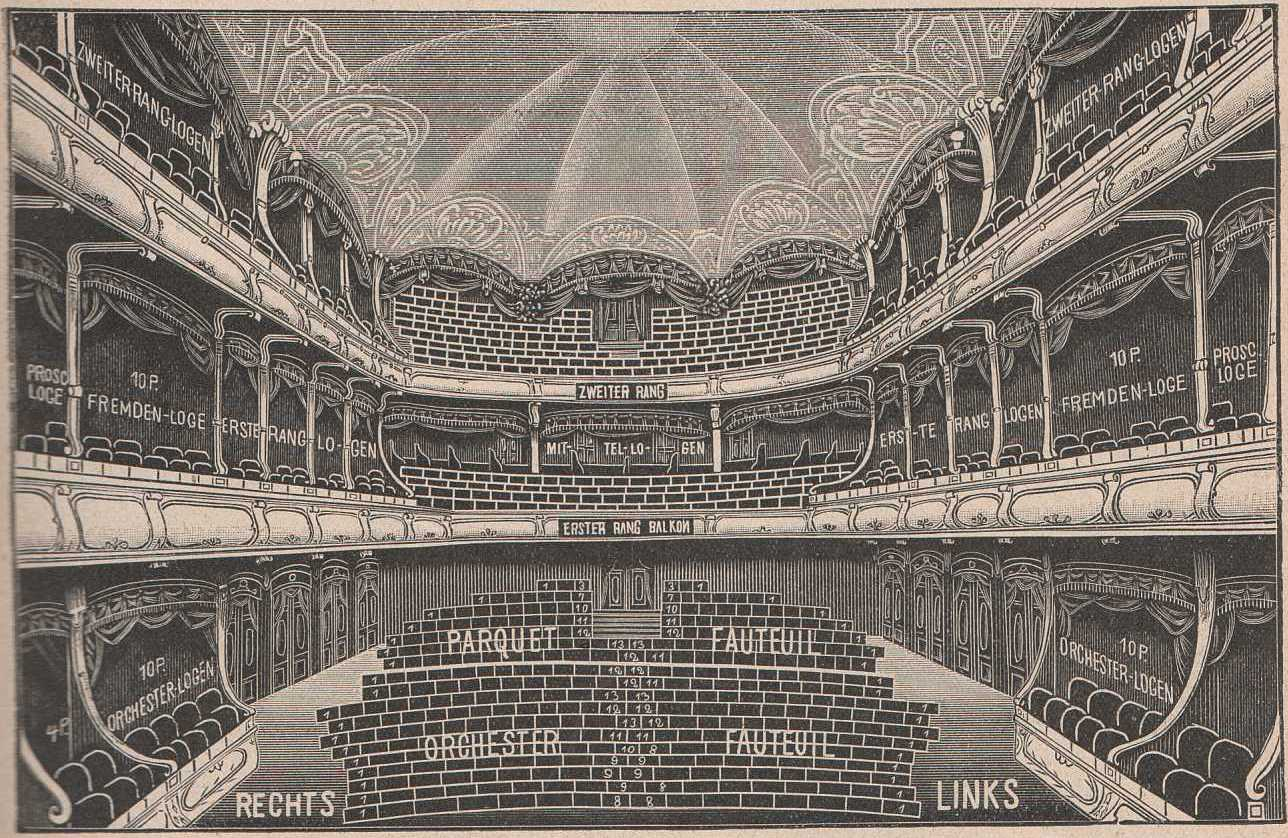
Zuschauerraum des Neuen Operettentheaters im Jahr 1912, in drei Etagen gegliedert und jugendstilhaft ausgeschmückt

Der Basssänger Max Marx gab bereits 1908 am Neuen Operettentheater einen Part.
Im Jahr 1910 konnten die Besucher die Operette in 3 Akten Der Graf von Luxemburg von Alfred Maria Willner und Robert Bodanzky mit Musik von Franz Lehár sehen.
Erster Direktor des Hauses war Victor Palfi. Palfi, zugleich Schauspieler, verließ im Jahr 1907 das Lustspielhaus an der Friedrichstraße und ließ von dem Architekten Walter Hentschel das Neue Operetten-Theater errichten. 1912 übernahm Rudolf Lothar die Direktion. Das Operettentheater änderte sein Spielrepertoire nach dem damaligen Geschmack bald in die Aufführung von Komödien und nannte sich fortan Komödienhaus oder Komödienhaus Berlin. Aber bereits im März 1913 musste Lothar aufgeben und das Haus wurde versteigert. Die Leitung wurde von Carl Meinhard und Rudolf Bernauer übernommen. 1924 wurde das Theater an Victor Barnowsky verpachtet. Nach der Machtergreifung der Nationalsozialisten wurde Barnowsky 1933 zum Rücktritt gezwungen und Hans Wölffer erwarb 1934 das Haus. Von 1935 bis 1938 war Hans Horak Pächter und Direktor und danach bis 1943 Hansheinrich Dransmann.
In der Spielsaison 1912/13 trat im Komödienhaus Berlin unter anderem der Schauspieler Heinz Sarnow auf. Unter den Stars des Theaters befanden sich Georg Alexander und Johannes Heesters. Friedrich Siems war 1935/36 Oberspielleiter am Komödienhaus und Detlef Sierck war 1936–1938 Regisseur dieses Theaters. Lotte Stein trat 1932/33 auch im Komödienhaus auf, Karel Štěpánek hatte zwischen 1927 und 1939 ebenfalls Engagements hier. Schließlich sind auch Auftritte von Hans von Zedlitz am Berliner Komödienhaus in den Spielzeiten 1933/34 und 1935/36 dokumentiert.
1929 fand im Komödienhaus Berlin die Uraufführung des Lustspiels Scribbys Suppen sind die besten statt. Bei dessen Verfilmung wirkten auch Curt Bois und Paul Hörbiger mit.
Am 17. Januar 1932 wurde hier das Stück Die Mutter von Bertolt Brecht uraufgeführt.
Das Berliner Adressbuch zeigte unter anderem im Jahr 1922 den Zuschauerraum des Komödienhauses am Schiffbauerdamm mit zwei Rängen und vier seitlichen Logen. Platz war für rund 1000 Zuschauer.
Trotz der Zerstörung findet sich das Komödienhaus noch im Jahr 1943 im Adressbuch. Von der Meldezeit und dem Druck des Werkes bis zu dessen Auslieferung vergingen ja meist mehrere Monate.
Nach dem Krieg verschwand die Adresse aus den Büchern. Im Jahr 2020 findet sich unter Schiffbauerdamm 25 kein neues Gebäude. Ganz in der Nähe wurden jedoch einige Regierungsbauten errichtet, unter anderem das Marie-Elisabeth-Lüders-Haus.